# Bitka kod Maratona
Bitka kod Maratona (490. pr. Kr.) je sukob između Atene i Plateje sa satrapskom vojskom Perzijskog Carstva u doba Grčko-perzijskih ratova. Održana je kod ravnice Maraton u modernoj Grčkoj.
Nakon što je Eretrija bila razorena tijekom Datisove i Artafernove ekspedicije, perzijske snage okrenule su se konačnom preostalom cilju, gradu Ateni. Perzijska mornarica pristala je uz obalu Atike odnosno u Maratonskom zaljevu; oko 40 km od Atene. Atenjani su bili pod zapovjedništvom Miltijada Mlađeg koji je imao najviše iskustva o borbama protiv Perzijanaca, a njegove snage zauzele su dva prolaza na Maratonskoj ravnici. Protivničke snage mirovale su pet dana, nakon čega je Artafern odlučio povesti cijelu konjicu i dio pješaštva u direktni napad na Atenu. Kada su Atenjani vidjeli da su Perzijanci raspolovili snage, kako nema opasnosti od konjice za hoplite i kako je Atena u opasnosti, odlučili su u praskozorje šestog dana napasti ostatke perzijskih snaga. Unatoč brojčanoj inferiornosti, teško oklopljeni atenski hopliti uspjeli su poraziti perzijsku vojsku napadajući ih s bokova. Perzijanci su potom brodovima napustili bojište. Herodot spominje kako su Perzijanci imali 6.400, Atenjani 192, a Platejci 11 gubitaka, no njegovi podaci ne smatraju se pouzdanima.
Nakon što su Perzijanci napustili bojište, Atenjani su marširali što je brže moguće prema Ateni da je spase od ostatka perzijske vojske. Uz obalu pokraj Pireja stigli su na vrijeme i time spriječili iskrcavanje Perzijanaca pokraj Atene, nakon čega se Artafern odlučio povući u Malu Aziju.
Bitka kod Maratona bila je prekretnica u grčko-perzijskim ratovima jer je pokazala kako Perzijanci nisu nepobjedivi. Također, učvrstila je položaj Atene u grčkom svijetu, te je istaknula sve prednosti teško oklopljenog grčkog pješaštva (hoplita). Bitka kod Maratona postala je inspiracija za trkačku atletsku disciplinu maraton, koja se temelji na priči o grčkom vojniku Filipidu koji je prema legendi trčao 42 kilometra da javi Atenjanima vijest o pobijedi nad Perzijancima. Prvi olimpijski maraton odigrao se na Olimpijskim igrama u Ateni 1896. godine, kada se trčalo od Maratona do moderne Atene.

## Poveznice
- Grčko-perzijski ratovi
- Atena
- Perzijsko Carstvo
- Maraton (sport)

## Vanjske poveznice
- Bitka kod Maratona - karta (Jonathan Webb)
- Livius, Maratonska bitka (Jona Lendering)  Arhivirana inačica izvorne stranice od 20. rujna 2008. (Wayback Machine)
- Crno-bijeli foto-esej Maratona